# Seal Point (Viktorialand)
Der Seal Point (englisch für Robbenspitze) ist eine Landspitze an der Pennell-Küste des ostantarktischen Viktorialands. Sie liegt 5,5 km südlich des Ridley Beach auf der Westseite der Adare-Halbinsel.
Die von Victor Campbell geführte Nordgruppe bei der Terra-Nova-Expedition (1910–1913) des britischen Polarforschers Robert Falcon Scott kartierte und benannte sie.